# حرب الاستقلال الإسكتلندية الثانية
كانت حرب الاستقلال الإسكتلندية الثانية، والمعروفة أيضًا باسم حرب الخلافة الأنجلو الإسكتلندية (1332-1357) المجموعة الثانية من سلسلة من الحملات العسكرية التي حصلت بين مملكة إسكتلندا ومملكة إنجلترا في أواخر القرن الثالث عشر وأوائل القرن الرابع عشر. نشأت الحرب الثانية بسبب القضايا التي كانت الحرب الأولى سببًا في ضهورها.  لم يتم قبول معاهدة إدنبره -نورثامبتون التي تمت تسويتها بسبب الحرب الأولى شعبيا على الإطلاق بين الإنجليز وقد خلقت مجموعة جديدة من النبلاء المحرومين تسمى «المحرومين» الذين شعروا بحرمانهم المفرط من حقوقهم في الأراضي الإسكتلندية. أحد هؤلاء «المحرومين» كان إدوارد باليول وهو نجل ملك إسكتلندي سابق. طالب باليول باستعادة أراضي أجداده مع الدعم الحكيم لإدوارد الثالث من إنجلترا، وعندما لم يقوموا بإرجاعها قام بغزو إسكتلندا وبعد ذلك توج ملكًا على الإسكتلنديين على الرغم من أن ديفيد الثاني الشاب هو الذي كان يحمل اللقب بالفعل. وما تلا ذلك كان حرب خلافة وحرب أهلية على حد سواء، حيث قام بعض المواطنين الإسكتلنديين بالدفاع عن ديفيد الثاني وقام اخرون بدعم إدوارد باليول الذي سرعان ما وحد قواه مع الملك الإنكليزي واضطر ديفيد الثاني إلى الاحتماء تحت «تحالف أولد» مع فيليب السادس ملك فرنسا إلى أن بلغ سن الرشد، وفي حينها أقامت مجموعة من الحراس ومعهم الملك الإسكتلندي المستقبلي روبرت ستيوارت معاركًا مرارًا وتكرارًا مع باليول وإدوارد الثالث من أجل الأراضي الإسكتلندية. وعندما بلغ سن الرشد عاد ولكن لم يمض وقت طويل في إسكتلندا قبل أن يتم القبض عليه من قبل الإنجليز، وبعد ذلك بقي لبقية الحرب الثانية كرهينة يساوم عليها. كانت سياسات الوضع أكثر تعقيدا من أي وقت مضى. واجه الإسكتلنديون خلافًا في صفوفهم، حيث تنافس العديد من النبلاء على المنصب والسلطة قبل وبعد بلوغ ديفيد الثاني سن الرشد. لقد انشغل حلفاء باليول الإنجليز عن قضيته بسبب انشغالهم المتزايد بفرنسا والذين كانوا على استعداد لدخول حرب المائة عام.
أضعف نفس الصراع قدرة الفرنسيين على مساعدة الإسكتلنديين في معاركهم. في نهاية المطاف وبعد عدة عقود من الاشتباكات المتكررة تم إنهاء حرب الاستقلال الثانية الإسكتلندية بتوقيع معاهدة بيرويك عام 1357.كان باليول قد تخلى بالفعل عن سعيه للتاج الإسكتلندي لإدوارد الثالث ولقد تخلى عن سعيه وراء إسكتلندا وأطلق سراح ديفيد الثاني الأسير في ذلك الوقت مقابل تعهد بـقيمة 100.000 ميرك.

## الخلفية
بدأت الحرب الأولى عندما غزا الإنجليز إسكتلندا في عام 1296، مما أجبر الملك الإسكتلندي جون باليول على التنازل عن العرش، وانتهت الحرب بعد وقت قصير من خلع إدوارد الثاني ملك إنجلترا وقتله في عام 1327.
بعد وفاة إدوارد الثاني غزا روبرت بروس شمال إنجلترا، وفي 1 مايو 1328، أُجبر الشاب إدوارد الثالث من إنجلترا على توقيع معاهدة إدنبره - نورثامبتون مع بروس التي اعترفت باستقلال إسكتلندا وتوج بروس كملك.
ومن أجل تعزيز السلام تزوج ابن روبرت الصغير ووريث ديفيد مع جوان التي تكون أيضًا الأخت الشابة لإدوارد الثالث. عندما توفي روبرت بروس في عام 1329 ترك ابنه ديفيد البالغ من العمر خمس سنوات وريثًا لعرشه.
توج ديفيد الثاني ملك إسكتلندا وتم مسحه بالزيت يوم 24 نوفمبر عام 1331. واستمر حكمه حتى وفاته المفاجئة عام 1332 وبدأ توماس راندولف أول إيرل موراي بالحكم كوصي على العرش.
لكن ما كان يدعى «سلام نورثهامبتون» كان قصير الأجل. لم يستطع إدوارد الثالث أن يأخذ قراراته بنفسه بل كان تحت ضغط حاكمه إيرل الأول من مارس روجر مورتيمر ووالدته إيزابيلا من فرنسا. معاهدة ما دعاه الإنجليز «السلام المخجل» فشلت في تقديم تعويضات الحرب لمجموعة من النبلاء الذين يمتلكون أراض ومناصب في كل من إنجلترا وإسكتلندا والذين مُنحت ممتلكاتهم ومناصبهم لحلفاء بروس. ومع وجود خزينة مستنزفة وولي أمر لا يحظى بشعبية متزايدة يسيطر على العرش لم يكن الشعب الإنجليزي الغاضب وملك إنجلترا الصغير في وضع يسمح لهم بفعل أي شيء حيال هذا. ولكن في السنة التالية لتتويج ديفيد الثاني في عام 1330 حدث حدثان مهمان: أولا: تم إعدام إدوارد الثالث وأخذ تاجه والسيطرة على بلده وثانيا: قدم إدوارد باليول مناشدة للملك الإنجليزي.
كان إدوارد باليول الابن الأكبر لجون باليول وهو الذي اضطر إلى التنازل عن العرش الإسكتلندي بعد الغزو الذي حصل عام 1296، وإيزابيلا دي وارين ابنة جون دي وارينوالتي تكون إيرل ساري السادس وأليس من لوزينيان. أراد إدوارد باليول وهو شخصية هامة ورئيسية في المحرومين أن يقوم باستعادة بعض أراضي أسلافه وفي نهاية العام نقل إدوارد الثالث مطالبه إلى وريث العرش ديفيد الثاني توماس راندولف. عندما تأخر توماس راندولف في الرد أكد إدوارد الثالث على المسألة وكرر الطلب في 22 أبريل 1332. وعلى بالرغم من أن إدوارد الثالث لم يقدم دعمه علنا إلا أن باليول وأتباعه بدأوا الاستعداد لغزو إسكتلندا.

## الغزو المعاكس لإدوارد باليول في عام 1332
وقعت المناوشات الأولى للحرب الاستقلال الثانية الإسكتلندية في أغسطس 1332، عندما قام إدوارد باليول وأتباعه المحرومين بالقتال في معركة دوبلين مور. كان للانتصار الحاسم سبب في جعل الغزاة في مكان جيد في إسكتلندا، حيث ازدادت صفوفهم عددا لأن أولئك الذين لم يدعموا بروس قد التحقوا بهم أيضا. كان أكثر مؤيدي باليول البارزين بشكل خاص من سكان فايف وستراثيرن. في 24 سبتمبر توج إدوارد باليول ملكاٌ على الإسكتلنديين ثم استمر في حشد المؤيدين مغتنمًا منصبا وسار في جميع أنحاء البلاد إلى أن استقر في روكسبيرج. وهناك وبالتحديد في تاريخ 23 نوفمبر أعرب إدوارد باليول عن ولائه لإدوارد الثالث كتابع له، وعرض عليه أيضًا أن يتزوج من أخت ديفيد الثاني وإعطاء إدوارد الثالث أراضي كبيرة في إسكتلندا. كما تعهد بدعمه لمعارك إدوارد الثالث المستقبلية في جميع إسكتلندا وجزرها. انسحب إلى عنان بعد ذلك لكنه لم يمكث هناك طويلًا قبل أن يُطرد من إسكتلندا في معركة بقيادة السير أرشيبالد دوجلاس وإيرل موراي الثالث جون راندولف.